# Tamade (métro d'Osaka)
Tamade (玉出駅, Tamade-eki) est une station du métro d'Osaka sur la ligne Yotsubashi dans l'arrondissement de Suminoe à Osaka.

## Situation sur le réseau
La station Tamade est située au point kilométrique (PK) 9,0 de la ligne Yotsubashi, entre les stations Kishinosato et Kitakagaya.

## Histoire
La station a été inaugurée le 31 mai 1958.

## Services aux voyageurs

### Accès et accueil
La station est ouverte tous les jours.

### Desserte
- Ligne Yotsubashi :
  - voie 1 : direction Suminoekoen
  - voie 2 : direction Nishi-Umeda